# 日産・オッティ
オッティ（OTTI）は、日産自動車が2005年（平成17年）から2013年（平成25年）まで販売していた軽セミトールワゴンである。
三菱自動車工業から初代・2代目eKのOEMを受け、製造は全て岡山県倉敷市の三菱水島製作所で行われた。
三菱車との関連
| タイプ             | タイプ            | 三菱・eKシリーズ            | 三菱・eKシリーズ         | 日産              |                   |
| 世代               | 世代              | 初代                        | 2代目                    | 共通              |                   |
| ------------------ | ----------------- | --------------------------- | ------------------------ | ----------------- | ----------------- |
| 軽セミトールワゴン | ノーマル          | eKワゴン （eK・WAGON）      | eKワゴン （eK・WAGON）   | オッティ （OTTI） | オッティ （OTTI） |
| 軽セミトールワゴン | スポーツ          | eKスポーツ （eK・SPORT）    | eKスポーツ （eK・SPORT） | オッティ （OTTI） | オッティ （OTTI） |
| 軽セミトールワゴン | クラシック        | eKクラッシィ （eK・CLASSY） | （なし）                 | （なし）          |                   |
| クロスオーバーSUV  | クロスオーバーSUV | eKアクティブ （eK・ACTIVE） | （なし）                 | （なし）          |                   |

## 初代 H91W（社内型式NA0）型（2005年 - 2006年）
2005年（平成17年）1月17日の三菱・日産の共同プレスリリースで、eKワゴン及びeKスポーツのOEM供給合意を発表。同年6月7日よりオッティ（OTTI）として発売開始した。日産の軽乗用車としては2002年に発売されたモコに次ぐ2車種目のモデルで、三菱からのOEMとしては2003年から販売されている軽貨物車のクリッパーに次ぐ2車種目のモデルでもある。
フロントグリルなどのデザインやボディカラー、全グレードでのABS標準装備などを除きOEM元のeKワゴンおよびeKスポーツと大きな違いはない。

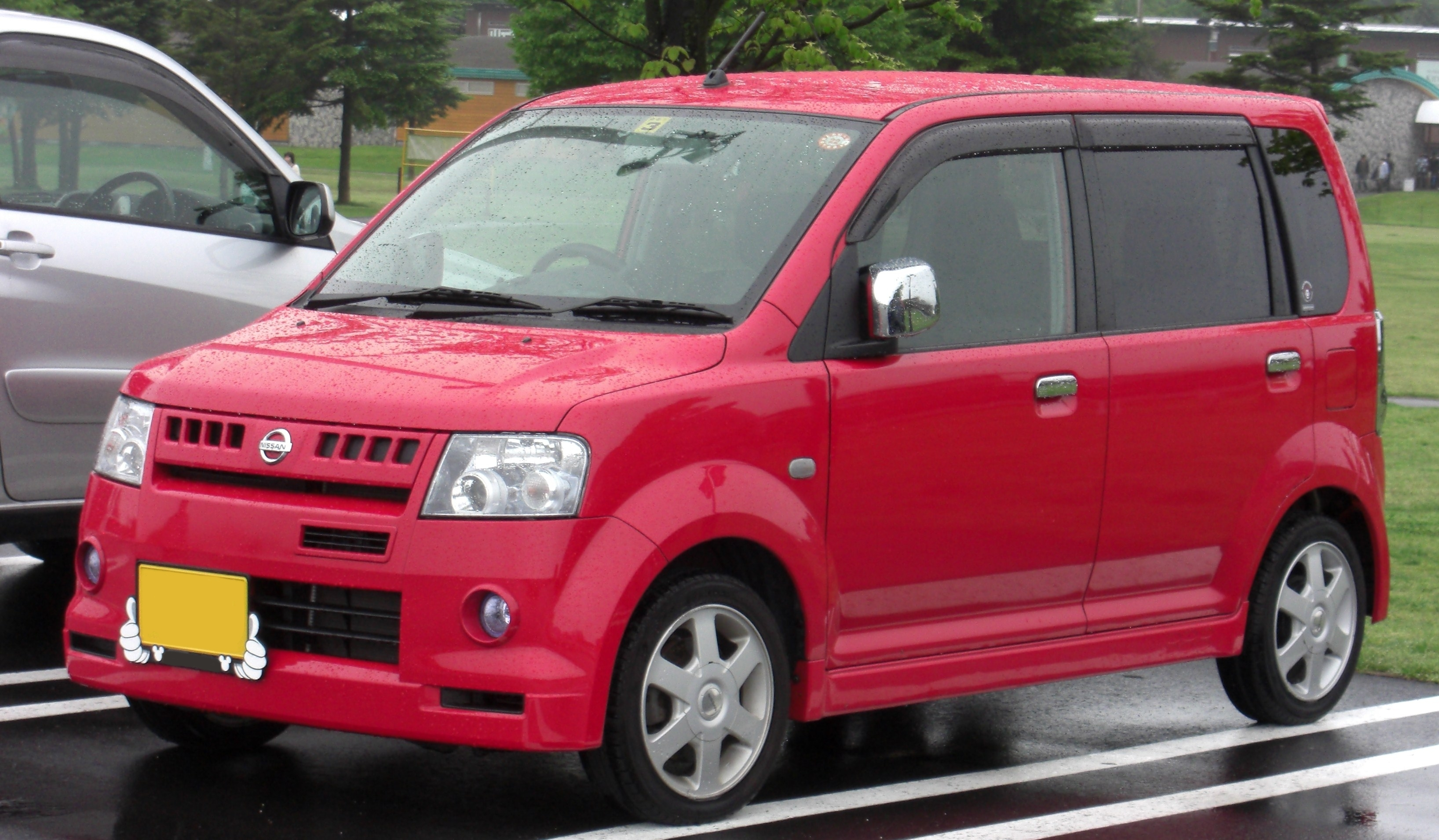
RX

グレード構成は下から「S」、「E」、「RS」「RX」で、四輪駆動車は全グレードに用意され、グレード名称の末尾に「FOUR」が付記される。そのうち「S」と「E」がeKワゴン、「RS」と「RX」がeKスポーツのOEMである。eK同様にSおよびEとRSおよびRXはフロントグリルや前後バンパーが変更されており、R系にはリアスポイラーや専用サスペンションなども装備される。また、最下グレードのSには13インチフルホイールカバーが、EおよびRSには13インチアルミホイールが、最上級グレードのRXには14インチアルミホイールが装着される。
オーテックジャパンからは福祉車両仕様として、SおよびS FOURをベースとしたライフケアビークル「アンシャンテ 助手席スライドアップシート」を同時発売した。
また、2006年（平成18年）5月15日にはSおよびS FOURをベースとした特別仕様車「Noir Selection（ノアールセレクション）」が発売された。13インチアルミホイール、ルーフスポイラーなどが装備され、インテリアカラーがブラックとなっている。なお、「noir」はフランス語で黒を意味する。
エンジンは最上級グレードのRXをのぞいて自然吸気の3G83型エンジンが搭載され、RXにはインタークーラーターボが採用される同型エンジンが搭載される。トランスミッションには、最下グレードのSには3速ATあるいは5速MTが、その他のグレードには4速ATが組み合わせられる。
2006年（平成18年）9月に生産を終了。在庫対応分のみの販売となる。その後、同年10月2日を以て、2代目と入れ替わる形で販売終了。

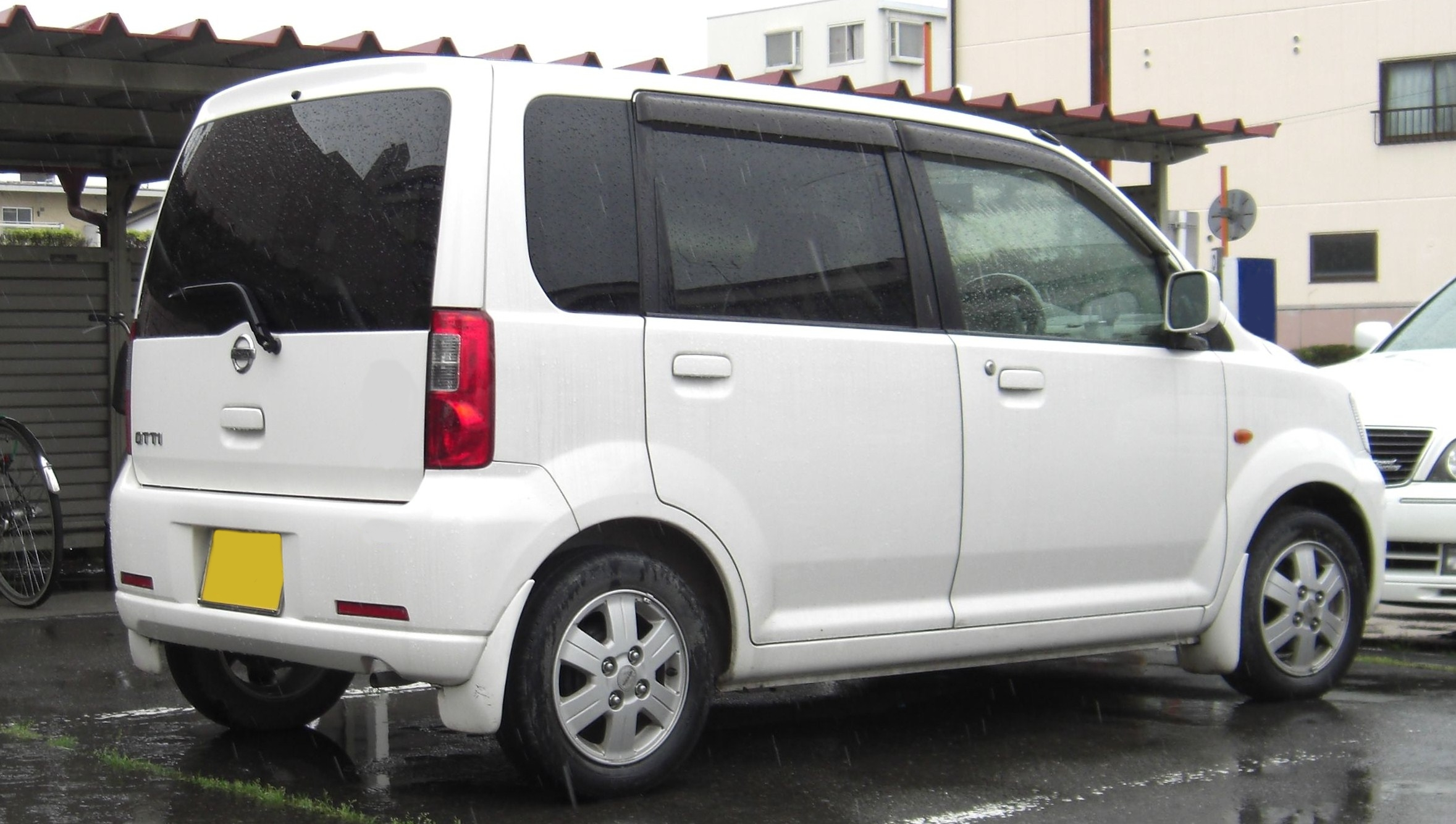
E リア
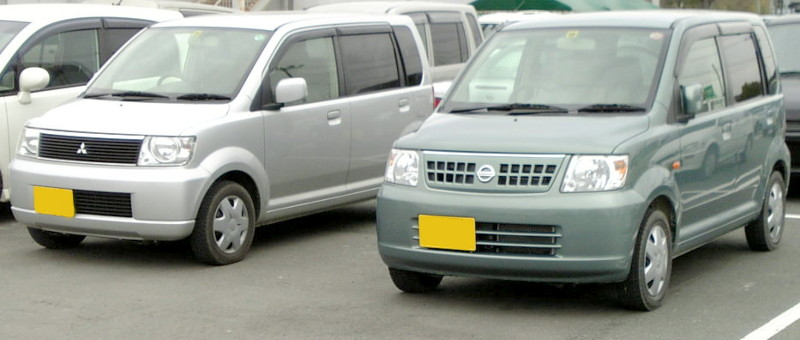
初代eKワゴンとの比較
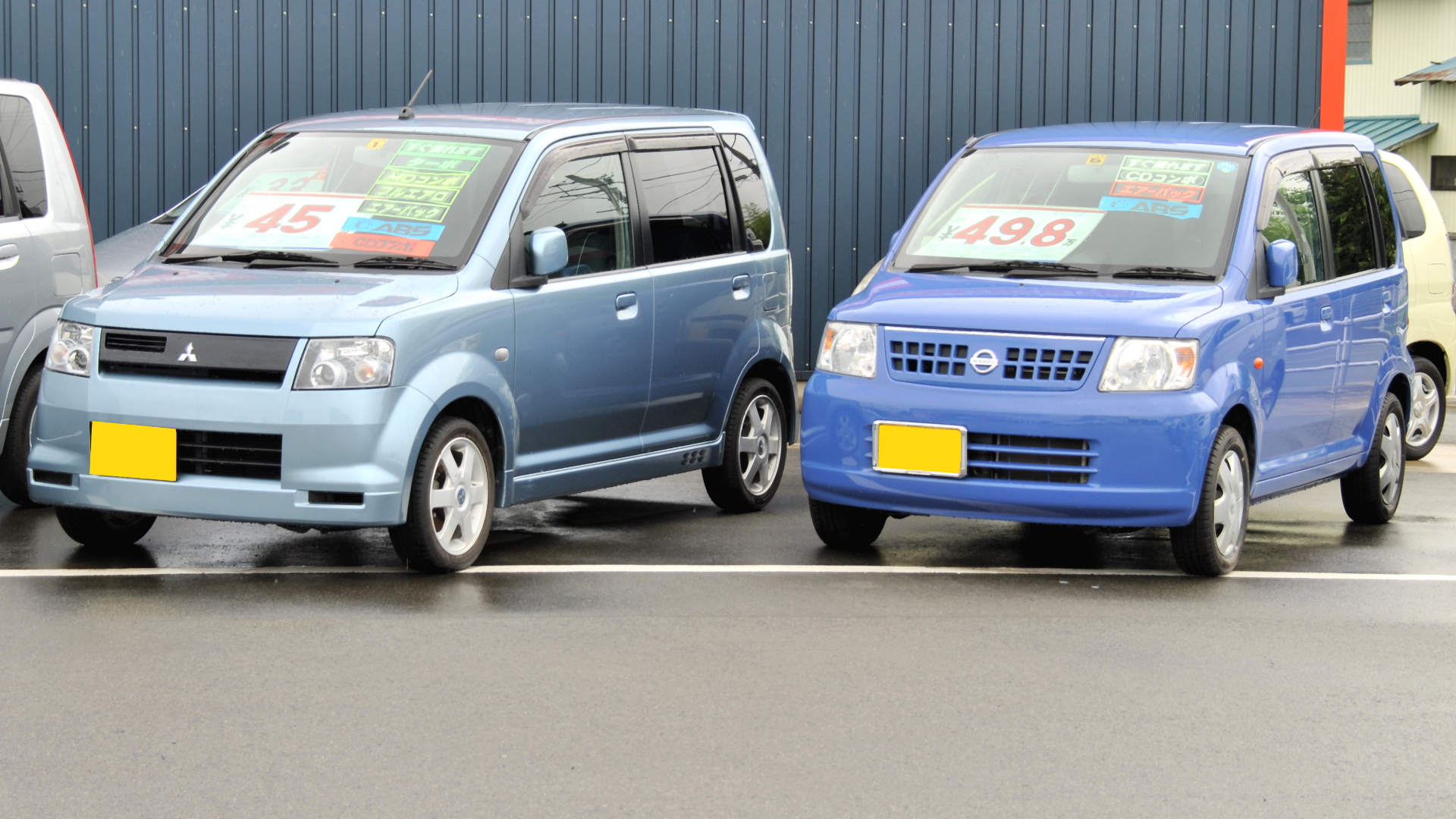
初代eKスポーツとの比較

## 2代目 H92W（社内型式NA1）型（2006年 - 2013年）
2006年（平成18年）9月にeKワゴンがフルモデルチェンジされ、合わせてオッティも同年10月3日に2代目にフルモデルチェンジされた。ただしエンジンおよびプラットフォームなどのメカニズムは初代からの完全なキャリーオーバーとなり、ボディサイズも初代とほぼ共通となる。また、オッティにはオーテックジャパンによるカスタマイズカー「ライダー」の設定もあるが、初代のR系や同型のeKスポーツにオプション設定されているレカロシートの設定はない。「アンシャンテ 助手席スライドアップシート」は引き続きラインアップに残った。エクストレイルが2代目にフルモデルチェンジして以降は、日産車最後のセンターメーター採用車でもあった。
グレード構成は基本的に先代と共通だが、2006年12月末より標準車（eKワゴンベース）に左側パワースライドドアを採用したグレード「M」が、2007年よりR系に自然吸気エンジン搭載のスライドドア装備グレード「RM」とターボエンジン搭載のスライドドア装備グレード「RZ」が発売された。Mにはトランスミッションが3速ATと4速ATの両方が用意され、3速AT車には「S」と共通の13インチフルホイールカバーが、4速AT車にはEと共通の13インチアルミホイールが採用された。また、R系については、「RS」・「RM」のホイールは「E」と共通デザインであるが、光輝タイプのものが採用された。また、「RZ」には「RX」と共通の14インチホイールが装着される。

### マイナーチェンジ

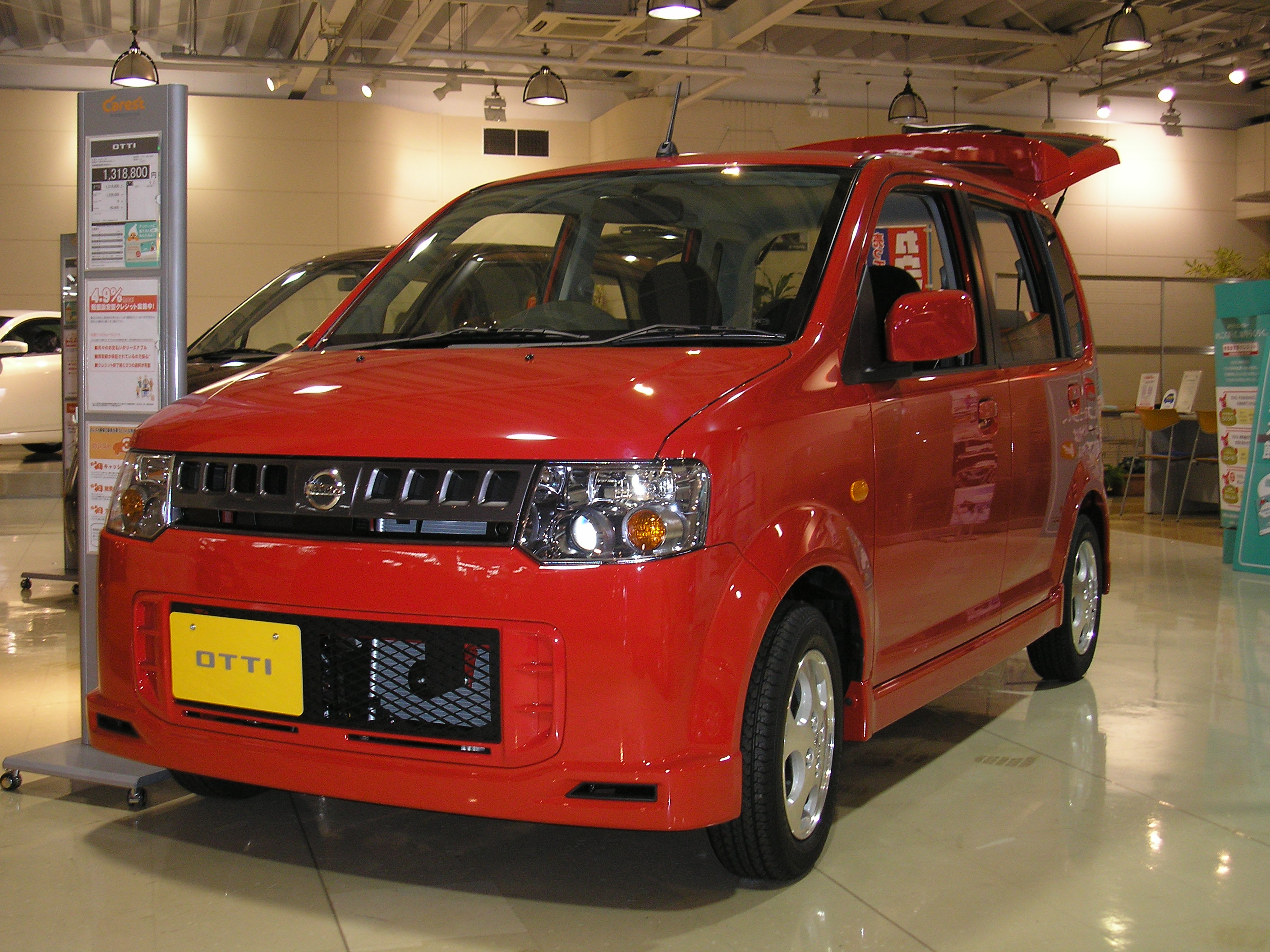
後期型RS

2008年（平成20年）9月8日にはeKシリーズに合わせてマイナーチェンジが行われ、標準車のフロントグリル・バンパーが一新された。R系についてもフロントグリルがそれまでのボディ同色から黒色のものに変更され、フロントグリルにフィニッシャーが追加された。また、エンジン制御システムの改良などにより燃費向上もなされた。
同時にリモコンオートスライドドア車のグレード名が変更となり、「M/M FOUR」の3速AT車が「Sスライド/S FOURスライド」、同4速AT車が「Eスライド/E FOURスライド」、「RM/RM FOUR」が「RSスライド/RS FOURスライド」、「RZ/RZ FOUR」が「RXスライド/RX FOURスライド」となった。

### 年表

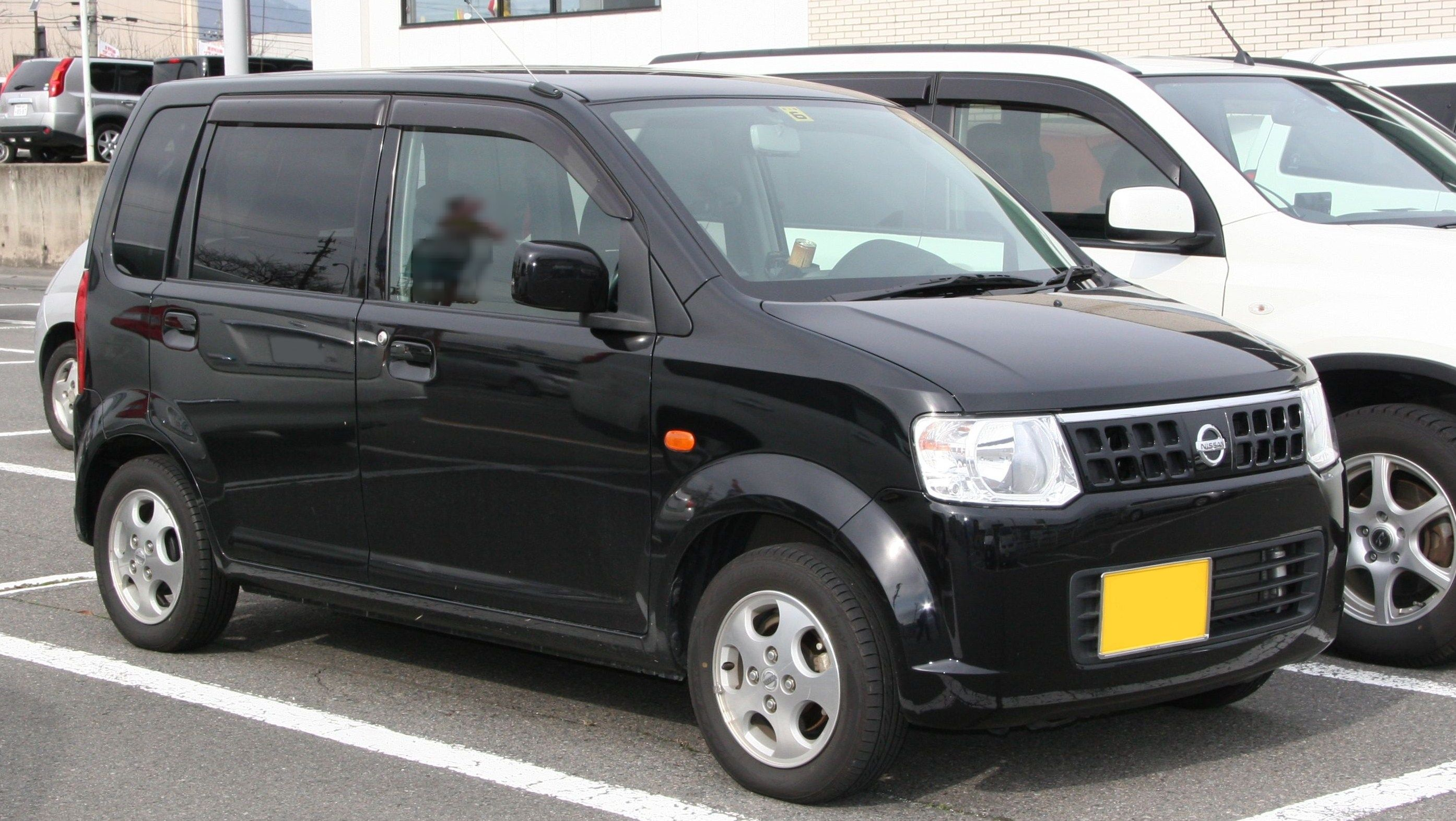
前期型 E
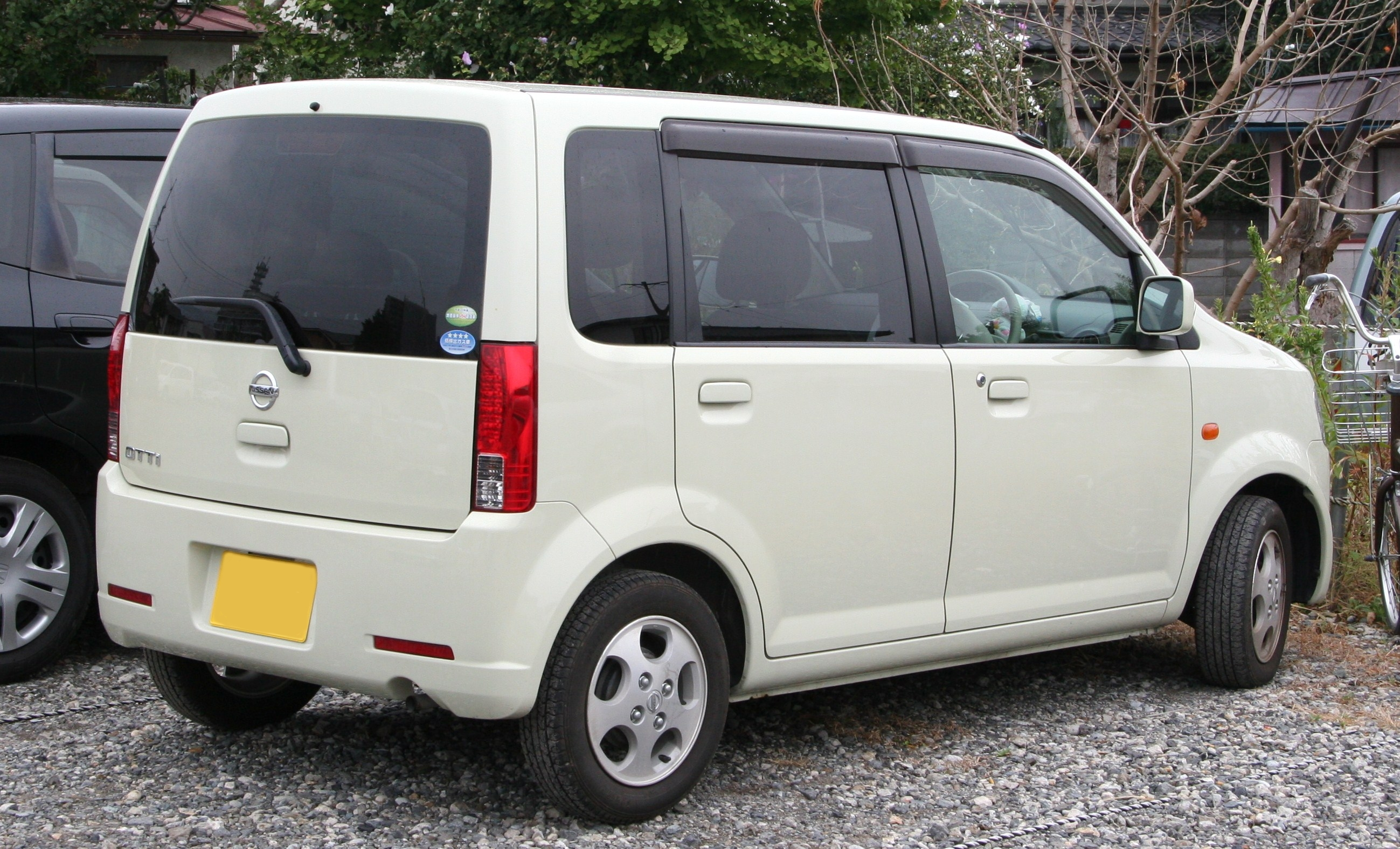
E リア
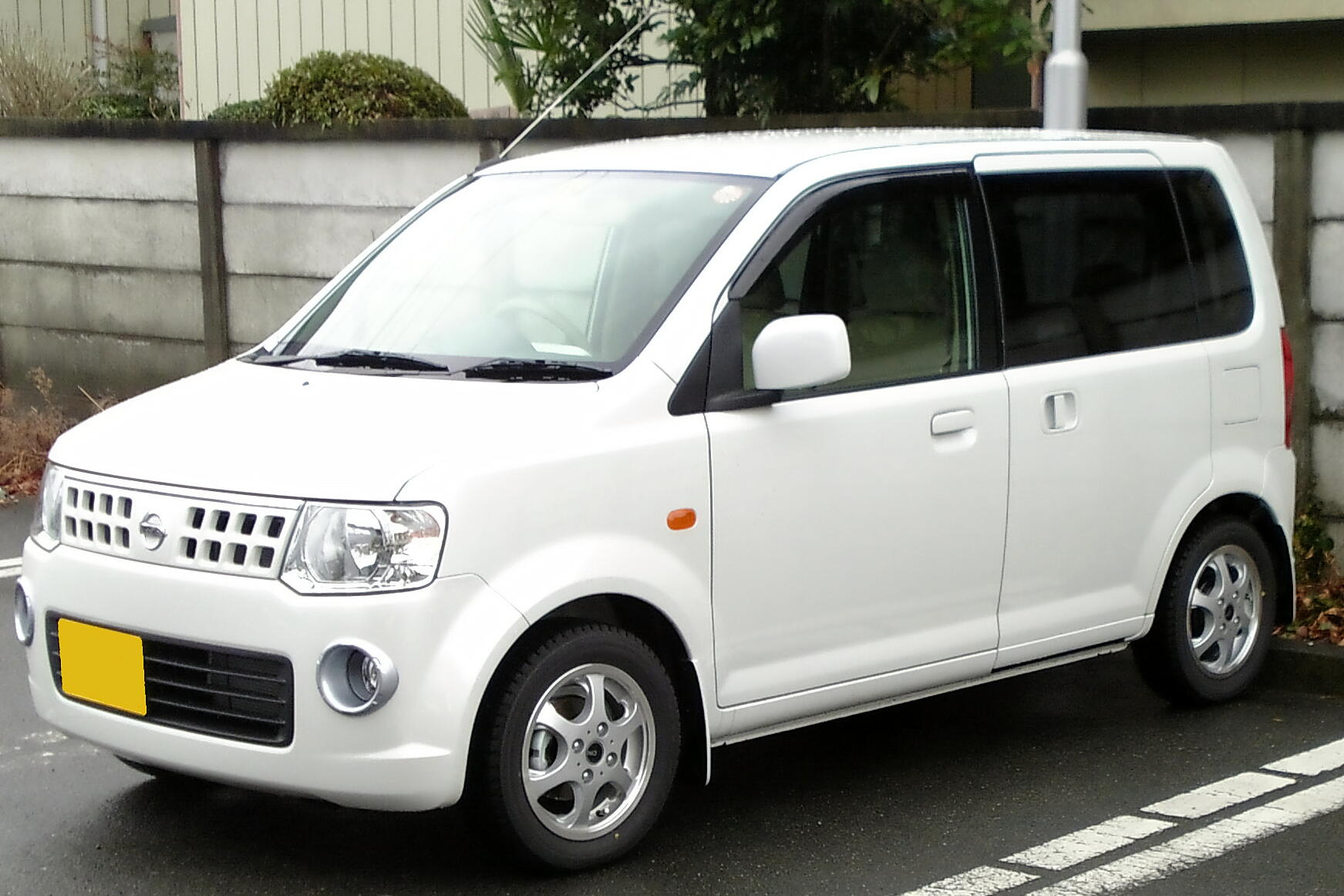
前期型 M
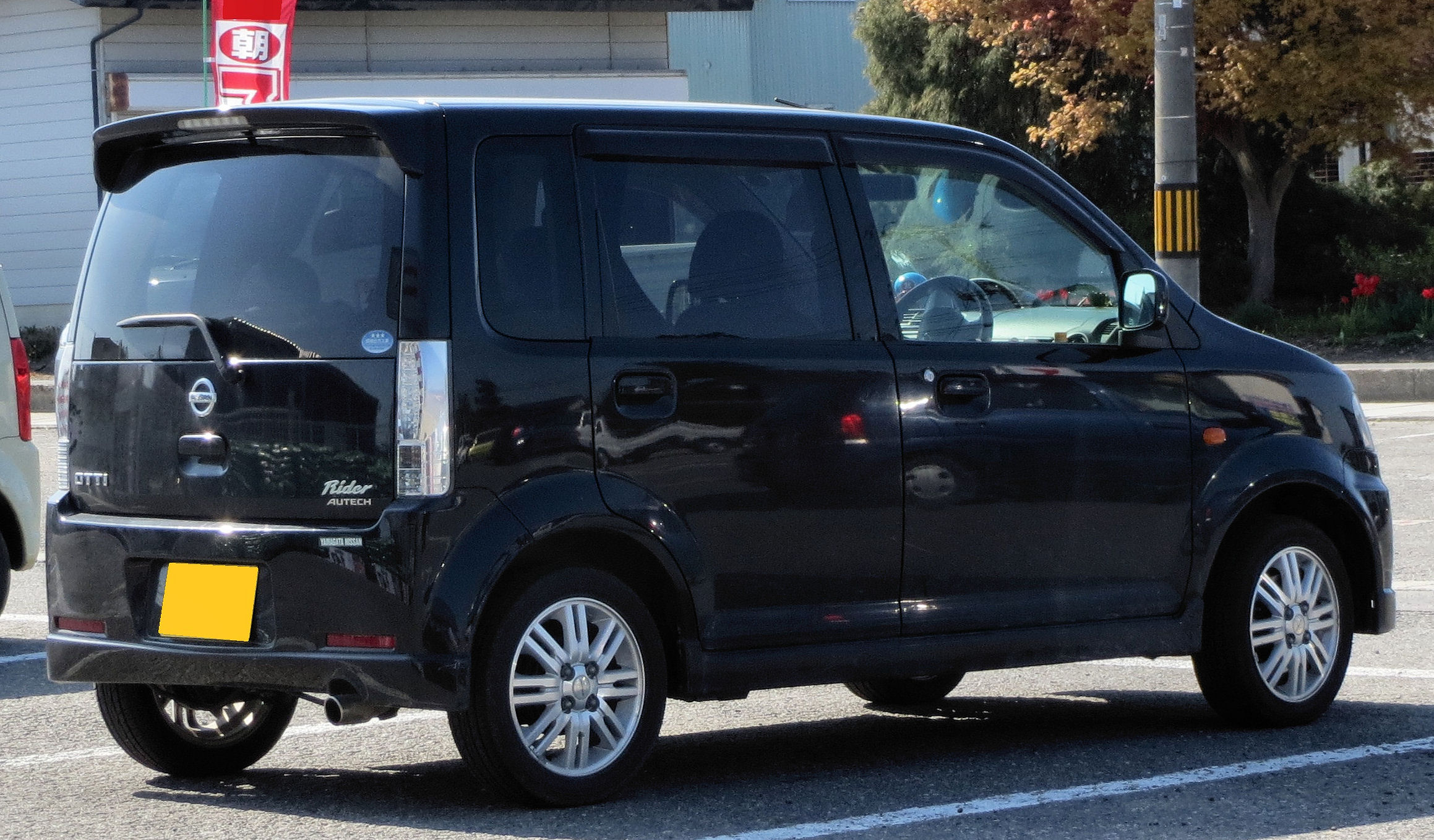
ライダー リヤ

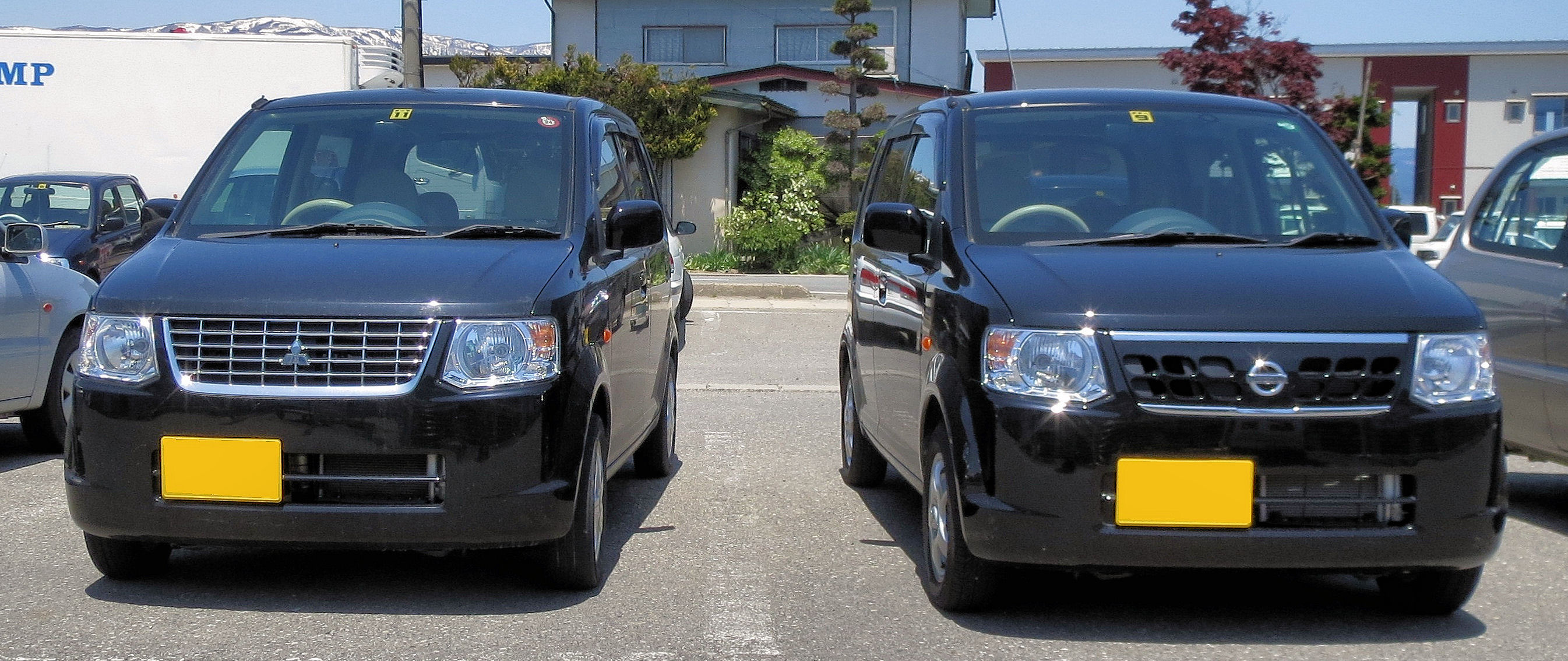
eKワゴンと オッティの比較 (共に後期型)
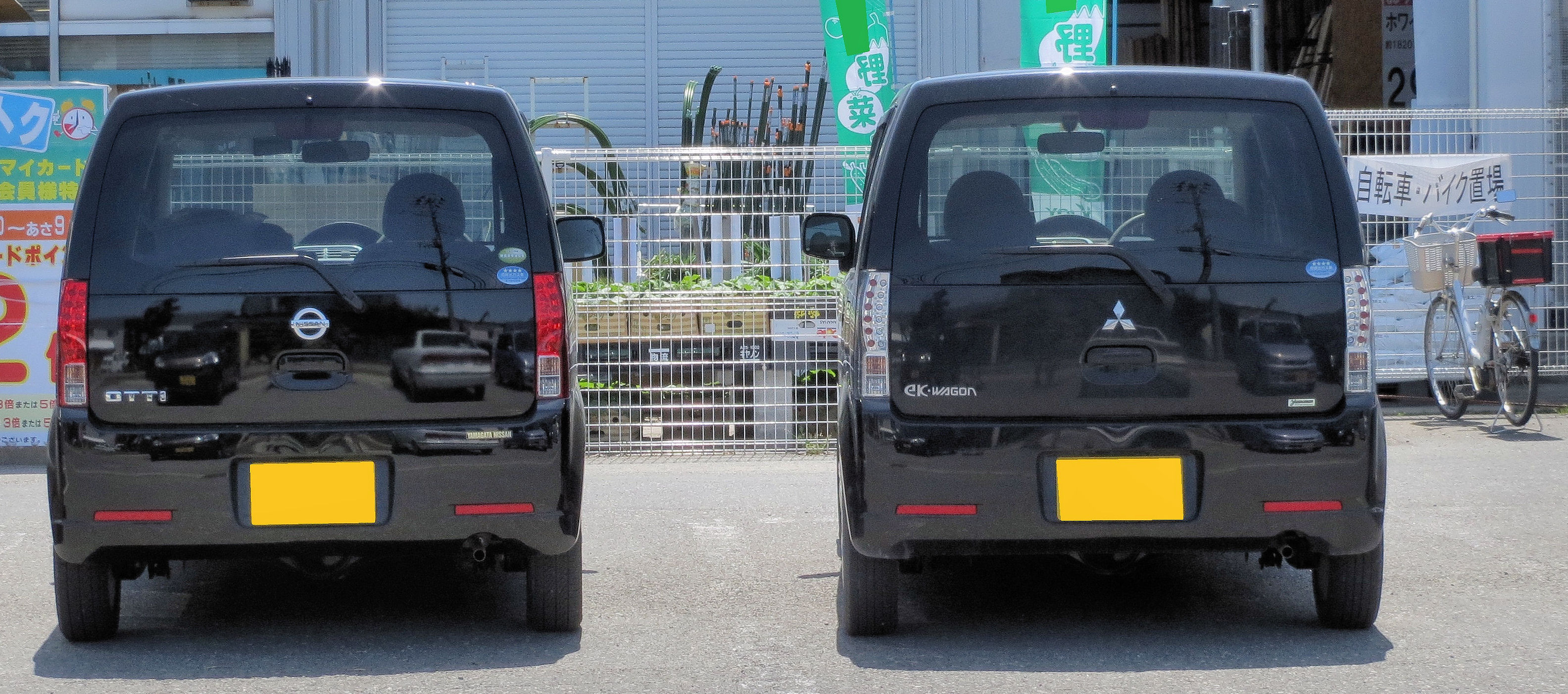
eKワゴンと オッティの比較 (共に後期型・リヤ）

2006年12月末
スライドドア装備グレード「M/M FOUR」追加。
2007年5月8日
特別仕様車「ノアールサウンドセレクション」を発売。ベースはSとなり、装備内容も先代のノアールセレクションとほぼ共通。
2007年10月3日
eKスポーツ相当のスライドドア装備グレード、「RM/RM FOUR」、「RZ/RZ FOUR」、「ライダー（リモコンオートスライドドア車）」を追加。
同時に、ライダーにはスモークグリルなどが装着された、シリーズ10周年記念の特別仕様車「10th アニバーサリー」も追加された。
2008年9月8日
マイナーチェンジ。
2009年8月31日
同月19日のeKワゴンの一部改良に合わせ一部改良。エンジンおよびATの制御変更などにより燃費向上がなされ、「S」の5MT車は「平成22年度燃費基準+20%」、「S FOUR」の5MT車、「E」・「Eスライド」、「RS」・「RSスライド」は「平成22年度燃費基準+15%」をそれぞれ達成（のちに、「S」の5MT車は平成27年度燃費基準も達成）。同時にボディカラーの見直しも行われ、新色のナイトバイオレット・パール（三菱名：ミスティックバイオレット・パール）を追加した。なお、「S/S FOUR」については、車両本体価格が5速MT車・3速AT車とも同一価格となった。
2010年8月6日
前日（8月5日）のeKワゴンの一部改良に合わせ、仕様向上。新たにECOインジゲーターを標準装備。ボディカラーには「RS/RS FOUR」専用色として「チタニウムグレー・メタリック」を追加した。また、グレード体系の見直しを行い、「Sスライド/S FOURスライド」、「RSスライド/RS FOURスライド」及びターボ車の「RX」系列全グレードを廃止した。尚、「ライダー」のターボ車は継続設定される（ベース車名目は「専用ベース車」となった）。
2012年7月
仕様変更。ボディカラー「デニムブルー・パール」（三菱名：ダークブルー・マイカ）を廃止し、全席ヘッドレストの大型化、運転席チケットホルダーに代わりコインホルダーが標準装備など、装備の削減が行われた。
2013年3月8日
三菱自工と日本市場における軽自動車事業に関わる合弁会社として設立したNMKVが両社向けに企画・開発した新型軽自動車のエクステリア公開に際し、日産向けへは新たに「デイズ（DAYZ）」として同年6月に発売することを発表。これに伴い、「オッティ」は「デイズ」と入れ替わる形で販売終了を発表した。
2013年6月6日
後継車種のデイズ発売。
2013年6月28日
販売終了。公式ホームページの掲載も終了。三菱・日産の軽自動車ラインアップから、マニュアルの軽乗用車と機械式駐車場に収まる軽自動車が消滅。
- 前期型 E
- E リア
- 前期型 M
- ライダー リヤ

- eKワゴンと
オッティの比較
(共に後期型)
- eKワゴンと
オッティの比較
(共に後期型・リヤ）

## 車名の由来
イタリア語で「最高」という意味の「ottimo」からの造語。全てのものがコンパクトの中にベストバランスでパッケージされていることを表現している。